# Station Bures (Engeland)
Bures is een spoorwegstation van National Rail in Bures, Braintree in Engeland. Het station is eigendom van Network Rail en wordt beheerd door Greater Anglia. 